# El pastís de noces
El pastís de noces (originalment en francès, Pièce montée) és una pel·lícula francesa del 2010 dirigida per Denys Granier-Deferre, basada en la novel·la Une Piece Montée de Blandine Le Callet. S'ha doblat i subtitulat al català.

## Sinopsi
Bérengère i Vincent, tots dos de famílies burgeses, es casen religiosament envoltats dels seus. El dia, que ha començat força bé, empitjora amb les hores. El matrimoni és viscut des d'un punt de vista diferent per certs familiars i pels mateixos nuvis: secrets, ressentiments i malentesos se succeeixen a l'ombra d'un secret familiar molt antic.

## Repartiment
- Jérémie Renier: Vincent
- Clémence Poésy: Bérengère
- Danielle Darrieux: Madeleine
- Jean-Pierre Marielle: Victor
- Christophe Alévêque: Alexandre
- Aurore Clément: Catherine
- Julie Depardieu: Marie
- Léa Drucker: Hélène